# Jestřebí (kraj ołomuniecki)
Jestřebí (niem. Groos Jestřeb) – gmina w Czechach, w kraju ołomunieckim, w powiecie Šumperk. Według danych z dnia 1 stycznia 2012 liczyła 608 mieszkańców.
Dzieli się na dwie części:
- Jestřebí
- Pobučí